# 維多利亞街 (新加坡)
維多利亞街 （英語：Victoria Street; 淡米爾語：விக்டோரியா ஸ்திரீட்），俗稱小坡二馬路，是一條街道，位於新加坡共和國的中區。

## 詞源與歷史
維多利亞街與維多利亞橋這兩個詞都是命名自英國女皇維多莉亞 （1819-1901）。1914年興建的維多利亞橋橫跨於梧槽河，並且將行經路線命名為維多利亞街。

## 地標
- 國家圖書館
- 南洋藝術學院
- 聖若瑟堂
- 新加坡管理大學
- 善牧主教座堂